# Herbita
Herbita (llatí: Herbita grec antic: Ερβιτα) va ser una antiga ciutat de l'interior de Sicília, al nord de l'illa, poblada pels sículs.
S'esmenta per primer cop l'any 445 aC quan era sota el govern del dèspota Arcònides, i va ajudar al cap sícul Ducetius a fundar una nova ciutat a Cale Acte (Calacte), segons Diodor de Sicília. El 403 aC Dionís de Siracusa va assetjar la ciutat però no la va poder ocupar, i durant anys Herbita es va oposar als siracusans. En aquest temps encara era governada per Arcònides que va estendre el seu poder fundant la colònia d'Halesa, a la costa nord. Diodor de Sicília explica que anys després els ciutadans d'Halesa van obtenir una gran prosperitat i es van enfrontar a la metròpoli a la que consideraven una ciutat de segon ordre. Tot i així Herbita va conservar certa importància fins a la conquesta romana tot i que no apareix a cap esdeveniment històric rellevant. Encara en temps de Ciceró, al segle i aC, se l'esmenta com «honesta et copiosa civitas» amb un estens i fèrtil territori molt ben cultivat i que produïa molt de gra; els seus habitants són qualificats d'actius agricultors (summi aratores), reservats i frugals.
La ciutat va patir com d'altres les exaccions de Verres i el nombre de grangers es va reduir de 257 a 120 i part del seu territori es va tornar erm. Plini el Vell i Claudi Ptolemeu encara l'esmenten com a ciutat però després desapareix.
Claudi Ptolemeu la situa entre Agyrion i Leontins, però de les informacions de Ciceró i Diodor sembla que seria una mica més al nord. Altres autors la situen a Nicòsia a uns 15 km al nord-oest de San Filippo d'Argirò, o a la propera Sperlinga (uns 3 km a l'oest de l'anterior).